# Peperomia neblinana
Peperomia neblinana är en pepparväxtart som beskrevs av Truman George Yuncker. Peperomia neblinana ingår i släktet peperomior, och familjen pepparväxter. Inga underarter finns listade i Catalogue of Life.